# Jeannete Zurita
Lucia Jeannete Zurita Salinas, es una micro bióloga y científica ecuatoriana. 

## Biografía
Jeannete Zurita ha dedicado su vida a la investigación sobre resistencia bacteriana y sobre las causas de enfermedades en seres humanos. A partir del año 1997, Zurita ha realizado varios estudios e investigaciones sobre los mecanismos de resistencia y epidemiología molecular en bacterias. Asimismo, dedicó gran parte de su vida a desarrollar cultivos de hongos, levaduras y bacterias.
Como parte de sus pasiones está el fotografiar a los microorganismos que estudia. En el año 2017 publicó su libro “La belleza de lo minúsculo”, con el cual buscaba mostrar colonias de bacterias y hongos para que las personas y profesionales en salud pudieran cambiar el punto de vista acerca de estos organismos y se familiarizaran con ellos. Para esto se dedicó a capturar los momentos hermosos de alrededor de 80 colonias cultivadas por ella misma durante su trabajo en clínicas, donde tuvo la oportunidad de tomar las muestras de los pacientes para los cultivos.
Zurita cuenta con varias obras publicadas a nivel nacional como internacional, entre las cuales destacan “La belleza de lo minúsculo” que es un texto con 82 páginas a todo color de la expresión fotográfica de los distintos microorganismos, publicación realizada en el año 2017 por la Casa Editorial Hominem, también su investigación denominada : “Resistencia bacteriana en el Ecuador” publicada en el año 2012 por la Pontificia Universidad Católica del Ecuador.
Jeannete Zurita es directora de la Unidad de Investigaciones en Biomedicina de Zurita & Zurita Laboratorios, el cual es reconocido como un laboratorio de referencia multidisciplinario que cuenta con la colaboración de especialistas de la salud en diferentes ramas de la medicina, tales como micro biología, bioquímica, bioanálisis, biotecnología, entre otros.

## Estudios realizados
Jeannete Zurita posee el título de médico cirujano otorgado por la Universidad Central del Ecuador, es profesora de la Facultad de Medicina en la Pontificia Universidad Católica del Ecuador y tiene un máster en Micro biología Clínica otorgado por el London School of Hygiene and Tropical Medicine como especialista en Micro biología Clínica.

## Actividad profesional
Con base a la información existente Jeannete Zurita ostenta el cargo de Jefa del Servicio de Microbiología y Tuberculosis del Hospital del Vozandes. Además es académica de número de la Academia Ecuatoriana de Medicina (AEM), actualmente es miembro de la Asociación Americana de Microbio logia (ASM) de la Sociedad Europea de Enfermedades Infecciosas y Micro Biología (ESCMID), de la Asociación Panamericana de Infectología (API) y miembro de la Sociedad Latinoamericana de Infectologia Pediátrica (SLIPE) 
Su actividad profesional inicia desde la década de 1980, en donde fue miembro de la International Society for Human and Animal Mycology (ISHAM) desde 1986 a 1990. De igual manera, fue presidenta de la Sociedad Ecuatoriana de Micro biología (SEM) desde 1988 a 1990.
Fue presidenta de la Sociedad Ecuatoriana de Infectología (SEI) en el año 2000 al año 2002; asimismo, fue miembro de la Academia Ecuatoriana de Medicina (AEM) en el año 2004 al 2012.

## Obras publicadas
- Resistencia bacteriana en el Ecuador. (Publicado en la Pontificia universidad del Ecuador), Quito, julio de 2012.[11]
- Recolección y transporte de muestras en micro biología clínica. Quito, junio de 2012.[12]
- Comité científico colaborador en la obra “Instituto Nacional De Investigación En Salud Pública Centro Nacional De Referencia De Resistencia Anti-microbiana”.[13]
- Es colaboradora de una revista de micro-biología clínica llamada Journal of Clinical Microbiology[14] que pertenece al Centro Nacional para la Información Biotecnológica en donde ha participado en la publicación de 92 artículos.[15]
- Recomendaciones para el manejo de la candidemia en niños en América Latina- Revista Iberoamericana de Micología 2013. (En Inglés)[16]
- La belleza de lo minúsculo.[17] 2017
- 15 años vigilando lo invisible.[18] 2015
- Una mirada a la Salud del Ecuador.[19] 2008
- Toma y transporte de muestras en Micro biología Clínica.[20] 2004
- 25 años por la Salud del Ecuador.[21] 1988
- Guía para el tratamiento de las enfermedades Infecciosas.[22] 2017

## Artículos publicados
Jeannete Zurita en el campo de la medicina ha conducido una amplia gama de artículos, proyectos y estudios de carácter médico que se llegaron a publicar a lo largo de la última década. Entre los cuales se pueden encontrar:
- Pruebas de diagnóstico y susceptibilidad del Estafilococo áureo resistente a la meticilina en América Latina.[23] (2010)
- Costo de la infección nosocomial en unidades de cuidados intensivos de cinco países de América Latina: llamada de atención para el personal de salud.[24] (2008)
- Vigilancia de la resistencia a los antibióticos de agentes enteropatógenos en América Latina, 1996- 2005.[25] (2008)
- Las cepas de Mycobacterium tuberculosis del genotipo de Beijing rara vez se observan en pacientes con tuberculosis en Sudamérica.[19] (2008)
- Primer caso de Providencia rettgeri productora de NDM-1 en Ecuador.[21] (2015)
- Clones circulantes locales de Staphylococcus aureus en Ecuador.[20] (2016)
- Infecciones micóticas graves en Ecuador.[18] (2017)
- Infecciones por Staphylococcus aureus en el torrente sanguíneo en América Latina.[17] (2018)
- Primera descripción de Shigelia sonnei Harboring blaCTX-M-55 Fuera de Asia.[17] (2016)
- Caracterización y Impacto clínico de la infección del torrente sanguíneo causada por enterobacterias productoras de carbapenemasa en Siete países latinoamericanos.[17] (2016)
- Caracterización de un pequeño brote de Salmonella enterica serovar Infantis que alberga CTX-M-65 en Ecuador.[17] (2016)
- Paniculitis causada por Mycobacterium monacense que imita al eritema indio: un caso en Ecuador Nuevos microbios y nuevas infecciones,[17] (2016)
- Canino sistémico  histoplasmosis: reporte de un caso de ecuador[17] (2015)
- Gram negativo Infecciones en unidades de cuidados intensivos pediátricos y neonatales de América Latina.[17] (2014)

## Premios obtenidos
Jeannete Zurita obtuvo el premio "Eugenio Espejo" por su labor científica, otorgado por el Colegio de Médicos de Pichincha.